# تراموا بن
تراموا بن (آلمانی: Straßenbahn Bonn) سیستم تراموا در شهر بن، آلمان است.
این تراموا که در سال ۱۸۹۱ تأسیس شده دارای ۳ خط و ۲۹٫۵۲ کیلومتر طول می‌باشد.

## نگارخانه

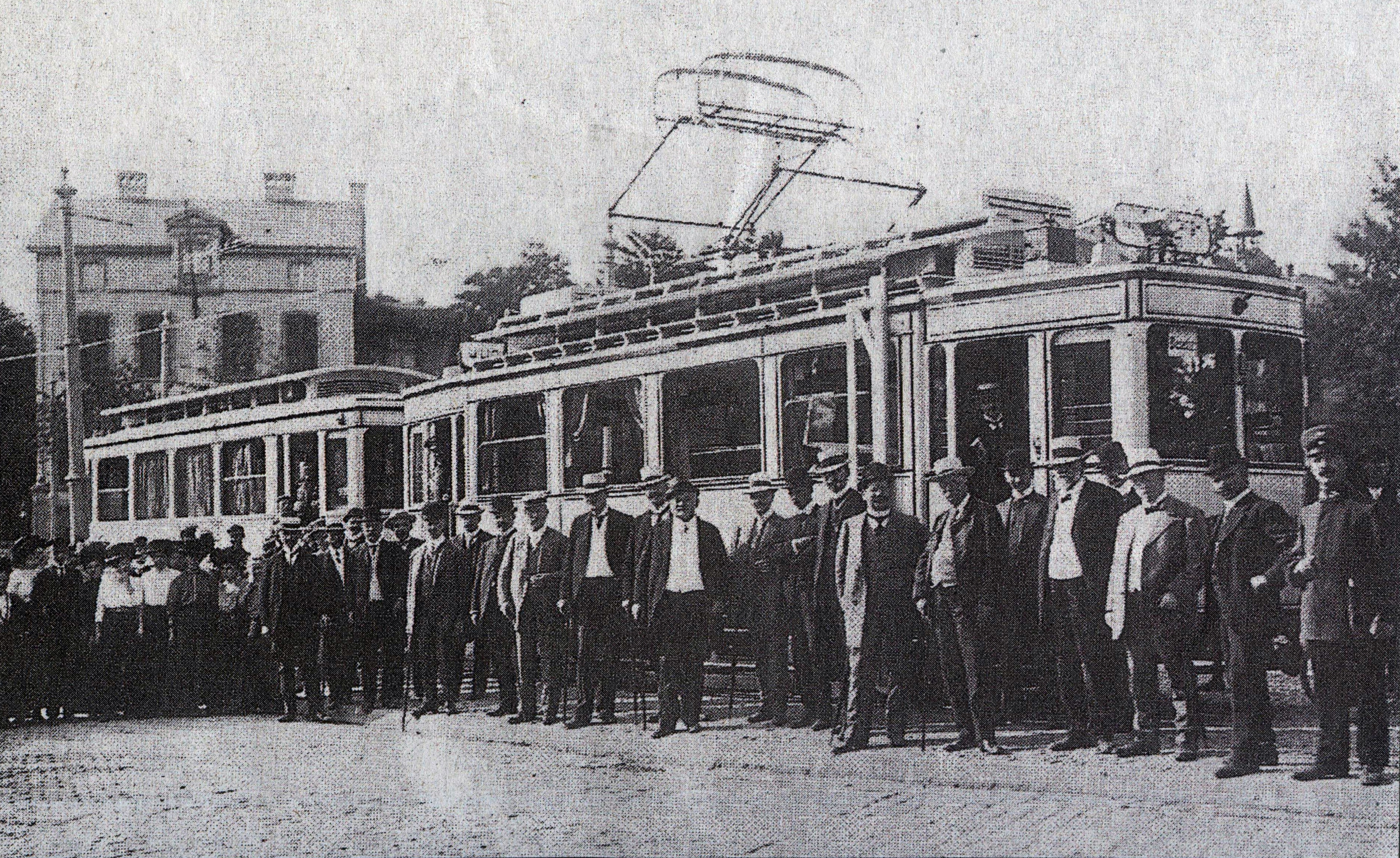
۱۹۱۱
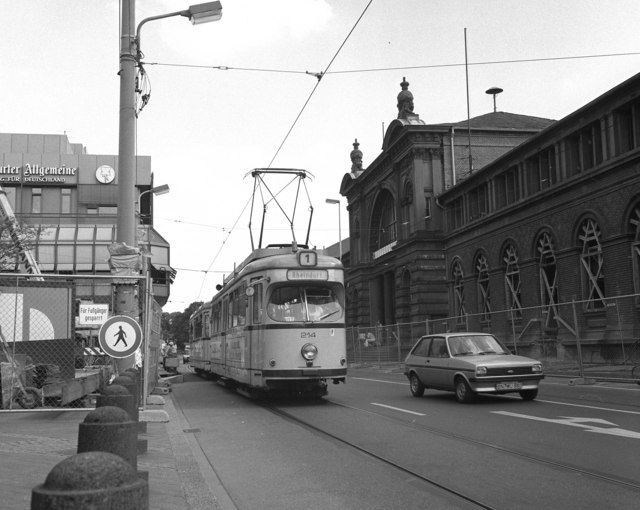
۱۹۸۶
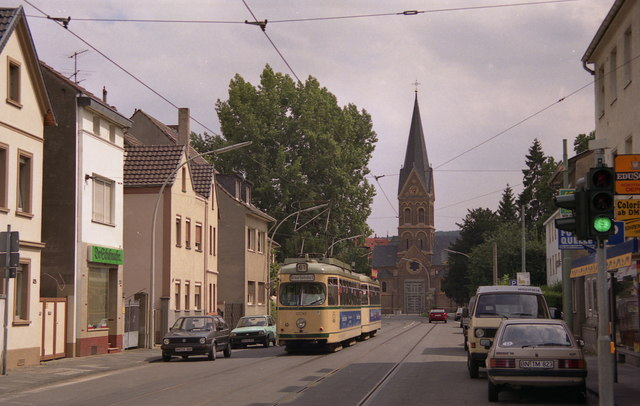
۱۹۹۱